# Achatia vomerina
Achatia vomerina là một loài bướm đêm trong họ Noctuidae.